# Conducteur de travaux
Le chargé de travaux est celui qui planifie et contrôle les travaux de construction, ou d'aménagements paysagers. Il encadre une équipe de techniciens et d'ouvriers avec l'aide d'un ou plusieurs chefs de chantier. Ce titre peut-être abrégé par le sigle CDT.

## Nature du travail
« Le conducteur de travaux organise et suit les différents moyens techniques, humains et financiers nécessaires à la réalisation d'un chantier de construction, de la phase projet jusqu'à la livraison, en respectant les délais et les règles de sécurité. »
Le travail du conducteur de travaux a un aspect plus administratif que celui du chef de chantier, qui est une personne de terrain. Ses activités varient beaucoup selon la taille du chantier et la structure de l'entreprise. C'est un véritable chef d'orchestre entre les parties commerciale et technique. Il est responsable de la qualité des travaux effectués, de la tenue des délais et du respect du budget. Il contrôle toutes les étapes du chantier, depuis l'étude du dossier technique jusqu'à la réception des travaux. Il dépend directement du chef d'entreprise ou du directeur des travaux. C'est une personne importante en construction et en aménagements paysagers car il fait le lien entre tous les intervenants, décideurs ou exécutants. On peut dire que c'est lui qui a la vision la plus globale d'un chantier.
Le métier de conducteur de travaux est polyvalent. Le conducteur de travaux étudie le dossier concernant le projet de construction ou d'aménagements paysagers, les plans d'architecture, les différents cahiers des charges comme le cahier des clauses techniques particulières, les devis. Il effectue les démarches administratives et techniques d'ouverture du chantier et assure la gestion financière et l'organisation des approvisionnements. Il intervient dans le choix des matériaux et des équipements utilisés ainsi que dans les négociations avec les sous-traitants. Il est cependant important de noter que le choix des matériaux est souvent réalisé par l'architecte des bâtiments. Il peut aussi participer au recrutement du personnel. Il surveille l'avancement des travaux, étudie avec les ingénieurs les problèmes rencontrés et veille aussi au respect des dispositifs de sécurité. Il décide de la composition des équipes et gère les plannings de travail. Le conducteur de travaux peut être aidé par un ingénieur méthode pour la mise en place du chantier. 

## Responsabilités
Le conducteur de travaux exerce un poste à hautes responsabilités. En effet, il signe généralement une délégation de pouvoir avec son directeur. Celle-ci a pour effet de faire descendre à son niveau les responsabilités incombant normalement à son supérieur. En cas d'accident ou de décès d'un salarié ou d'un tiers, occasionné du fait de l'activité d'un de ses chantiers, le conducteur de travaux sera en première ligne sur le banc des accusés et devra porter la responsabilité directe et quasi-exclusive des faits. Le conducteur de travaux est responsable du chantier

## Préparation de chantier
Nous l'avons vu, ce poste exige une grande rigueur et une anticipation de toute situation pouvant comporter des risques. Il est donc indispensable au conducteur de travaux de préparer son chantier. Ce travail de réflexion consiste à définir les modes opératoires les plus adéquats et à attribuer les moyens techniques, humains et temporels suffisants au chantier afin de travailler dans des conditions de sécurité optimales.
Le conducteur de travaux, peut être assisté d'un ingénieur méthode a donc pour responsabilité de définir :
- le planning d'exécution,
- les moyens matériels et humains nécessaires,
- les principes d'exécution et modes opératoires,
- les phases provisoires de chantier,
- la conception de matériel spécifique (coffrage, matériel de sécurité),
- les moyens de levage et l'installation du chantier,

## Formation
La formation peut se faire à temps plein ou en alternance. Il existe plusieurs diplômes: Master mention génie civil
Il existe un CQP, Certificat de Qualification Professionnelle : « Vous pouvez passer directement les épreuves si vous avez déjà acquis les compétences et les savoir-faire du CQP, via une VAE (validation des acquis de l’expérience) ou à l’issue d’une formation dans le cadre d'un contrat de professionnalisation, du CPF ou du plan de formation de l'entreprise »
L'accession au poste d'aide Conducteur de travaux peut se faire par le Certificat de maîtrise professionnelle. « Le salarié élabore un dossier de candidature dans lequel il retrace son expérience, décrit des ouvrages réalisés, précise des savoirs et savoir-faire… Le candidat se présente devant un jury composé de professionnels et d'experts du secteur, pour un entretien et une mise en situation du travail. »

### Formations dans le bâtiment
On peut devenir conducteur de travaux par promotion interne, en gravissant tous les échelons hiérarchiques de l'entreprise (ouvriers, chef de file, chef d'équipe, chef de chantier, aide-conducteur puis conducteur) ou directement à la sortie d'une école d'ingénieur, d'un master génie civil ou même d'un DUT ou d'un BTS Bâtiment.
La formation est ancienne, datant par exemple pour l'ESTP de plus d'un siècle. Mais d'autres écoles avaient également formé ces professionnels, en position d'encadrement de terrain dans la hiérarchie.

### Formations dans les aménagements paysagers
On peut devenir conducteur de travaux dans les aménagements paysagers avec la possession d'un BTSA en aménagements paysagers, puis la Licence professionnelle Aménagements paysagers, et jusqu'au diplôme d'ingénieur paysagiste.

## Les débouchés
Les jeunes ingénieurs de la construction commencent généralement leur carrière comme conducteur de travaux.
Le salaire débutant est de 2 500 euros brut. Suivant l'expérience, selon l'enquête 2011 du Moniteur des Travaux Publics ce salaire peut doubler en cours de carrière. Il peut y avoir des primes et d'autres avantages comme la mise à disposition d'une voiture.